# Departamentele Franței
Departamentele (départements în franceză) sunt unitățile administrative ale Franței, foarte asemănătoare cu județele României (care au fost organizate în principiu după acestea). Cele 101 departamente franceze sunt grupate actualmente în 13 regiuni metropolitane și 5 regiuni de peste mări. Ele sunt împărțite de asemenea în 343 arondismente (arrondissements în franceză).

## Caracteristici
În Franța continentală (Franța metropolitană fără Corsica), suprafața medie a unui departament este de is 5.965 km². La recensământul din 1999, populația medie a unui departament din Franța continentală era de 511.012.
Departamentele au o suprafață între 4.000 și 8.000 km² și o populație între 100.000 și un milion. După suprafață, cel mai mare departament este Gironde (10.000 km²) iar cel mai mic este orașul Paris (105 km² excluzând suburbiile care sunt organizate și ele în departamente adiacente). Cel mai populat departament este Nord (2.550.000) iar cel mai puțin populat este Lozère (74.000). 
Departamentele sunt numerotate de la 01 până la 95, cu excepția 20, pentru Franța continentală, 2A și 2B pentru Corsica și de la 971 până la 974 și 976 pentru DOM-uri. Numerele apar în codul poștal, codurile INSEE (inclusiv numerele de securitate socială) și până la introducerea noului sistem de numerotare a autovehiculelor în 2006, pe plăcuțele de înmatriculare auto. De remarcat faptul că Monaco folosește codul 98 în mod identic.

## Administrație
Fiecare departament este administrat de către un Consiliu General ales pe o perioadă de șase ani și este condus de către un președinte cu puteri executive. Guvernul Franței este reprezentat în cadrul departamentului printr-un prefect numit în mod discreționar și este asistat de către unul sau mai mulți subprefecți, în funcție de numărul de centre distincte din departament.
Orașul de reședință al departamentului este numit prefectură (franceză: préfecture) iar departamentul este împărțit în mai multe arondismente (între unul și șapte). Capitala aronsidmentului se numește sub-prefectură (franceză: sous-préfecture). Departamentele sunt mai departe sub-divizate în cantoane și comune, acestea din urmă fiind conduse de către un consiliu municipal.

## Lista departamentelor
| Număr | Departament                                                      | Prefectură           |
| ----- | ---------------------------------------------------------------- | -------------------- |
| 01    | Ain                                                              | Bourg-en-Bresse      |
| 02    | Aisne                                                            | Laon                 |
| 03    | Allier                                                           | Moulins              |
| 04    | Alpes-de-Haute-Provence                                          | Digne-les-Bains      |
| 05    | Hautes-Alpes                                                     | Gap                  |
| 06    | Alpes-Maritimes                                                  | Nisa                 |
| 07    | Ardèche                                                          | Privas               |
| 08    | Ardennes                                                         | Charleville-Mézières |
| 09    | Ariège                                                           | Foix                 |
| 10    | Aube                                                             | Troyes               |
| 11    | Aude                                                             | Carcassonne          |
| 12    | Aveyron                                                          | Rodez                |
| 13    | Bouches-du-Rhône                                                 | Marsilia             |
| 14    | Calvados                                                         | Caen                 |
| 15    | Cantal                                                           | Aurillac             |
| 16    | Charente                                                         | Angoulême            |
| 17    | Charente-Maritime                                                | La Rochelle          |
| 18    | Cher                                                             | Bourges              |
| 19    | Corrèze                                                          | Tulle                |
| 2A    | Corse-du-Sud                                                     | Ajaccio              |
| 2B    | Haute-Corse                                                      | Bastia               |
| 21    | Côte-d'Or                                                        | Dijon                |
| 22    | Côtes-d'Armor                                                    | Saint-Brieuc         |
| 23    | Creuse                                                           | Guéret               |
| 24    | Dordogne                                                         | Périgueux            |
| 25    | Doubs                                                            | Besançon             |
| 26    | Drôme                                                            | Valence              |
| 27    | Eure                                                             | Évreux               |
| 28    | Eure-et-Loir                                                     | Chartres             |
| 29    | Finistère                                                        | Quimper              |
| 30    | Gard                                                             | Nîmes                |
| 31    | Haute-Garonne                                                    | Toulouse             |
| 32    | Gers                                                             | Auch                 |
| 33    | Gironde                                                          | Bordeaux             |
| 34    | Hérault                                                          | Montpellier          |
| 35    | Ille-et-Vilaine                                                  | Rennes               |
| 36    | Indre                                                            | Châteauroux          |
| 37    | Indre-et-Loire                                                   | Tours                |
| 38    | Isère                                                            | Grenoble             |
| 39    | Jura                                                             | Lons-le-Saunier      |
| 40    | Landes                                                           | Mont-de-Marsan       |
| 41    | Loir-et-Cher                                                     | Blois                |
| 42    | Loire                                                            | Saint-Étienne        |
| 43    | Haute-Loire                                                      | Le Puy-en-Velay      |
| 44    | Loire-Atlantique                                                 | Nantes               |
| 45    | Loiret                                                           | Orléans              |
| 46    | Lot                                                              | Cahors               |
| 47    | Lot-et-Garonne                                                   | Agen                 |
| 48    | Lozère                                                           | Mende                |
| 49    | Maine-et-Loire                                                   | Angers               |
| 50    | Manche                                                           | Saint-Lô             |
| 51    | Marne                                                            | Châlons-en-Champagne |
| 52    | Haute-Marne                                                      | Chaumont             |
| 53    | Mayenne                                                          | Laval                |
| 54    | Meurthe-et-Moselle                                               | Nancy                |
| 55    | Meuse                                                            | Bar-le-Duc           |
| 56    | Morbihan                                                         | Vannes               |
| 57    | Moselle                                                          | Metz                 |
| 58    | Nièvre                                                           | Nevers               |
| 59    | Nord                                                             | Lille                |
| 60    | Oise                                                             | Beauvais             |
| 61    | Orne                                                             | Alençon              |
| 62    | Pas-de-Calais                                                    | Arras                |
| 63    | Puy-de-Dôme                                                      | Clermont-Ferrand     |
| 64    | Pyrénées-Atlantiques                                             | Pau                  |
| 65    | Hautes-Pyrénées                                                  | Tarbes               |
| 66    | Pyrénées-Orientales                                              | Perpignan            |
| 67    | Bas-Rhin                                                         | Strasbourg           |
| 68    | Haut-Rhin                                                        | Colmar               |
| 69    | Rhône                                                            | Lyon                 |
| 70    | Haute-Saône                                                      | Vesoul               |
| 71    | Saône-et-Loire                                                   | Mâcon                |
| 72    | Sarthe                                                           | Le Mans              |
| 73    | Savoie                                                           | Chambéry             |
| 74    | Haute-Savoie                                                     | Annecy               |
| 75    | Paris (număr desemnat anterior departamentului Seine)            | Paris                |
| 76    | Seine-Maritime                                                   | Rouen                |
| 77    | Seine-et-Marne                                                   | Melun                |
| 78    | Yvelines (număr desemnat anterior departamentului Seine-et-Oise) | Versailles           |
| 79    | Deux-Sèvres                                                      | Niort                |
| 80    | Somme                                                            | Amiens               |
| 81    | Tarn                                                             | Albi                 |
| 82    | Tarn-et-Garonne                                                  | Montauban            |
| 83    | Var                                                              | Toulon               |
| 84    | Vaucluse                                                         | Avignon              |
| 85    | Vendée                                                           | La Roche-sur-Yon     |
| 86    | Vienne                                                           | Poitiers             |
| 87    | Haute-Vienne                                                     | Limoges              |
| 88    | Vosges                                                           | Épinal               |
| 89    | Yonne                                                            | Auxerre              |
| 90    | Territoire de Belfort                                            | Belfort              |
| 91    | Essonne                                                          | Évry                 |
| 92    | Hauts-de-Seine                                                   | Nanterre             |
| 93    | Seine-Saint-Denis                                                | Bobigny              |
| 94    | Val-de-Marne                                                     | Créteil              |
| 95    | Val-d'Oise                                                       | Cergy/Pontoise1      |
| 971   | Guadelupa 2                                                      | Basse-Terre          |
| 972   | Martinica 2                                                      | Fort-de-France       |
| 973   | Guiana 2                                                         | Cayenne              |
| 974   | Réunion 2                                                        | Saint-Denis          |
| 976   | Mayotte 2                                                        | Mamoudzou            |

Note:
1. Prefectura departamentului Val-d'Oise a fost stabilită la Pontoise când departamentul a fost creat, dar a fost mutată de facto în comuna alăturată Cergy; actualmente ambele formează orașul nou Cergy-Pontoise.
2. departamentele de peste mări sunt foste colonii în afara Franței care se bucură de un statut similar departamentelor din Franța metropolitană. Sunt părți constituente ale Franței și ale Uniunii Europene (departamente ultraperiferice), pentru care se aplică însă niște reguli speciale. Pe lângă statutul de departament, fiecare este organizat și ca o regiune.

## Istorie
Departamentele au fost create la data de 4 ianuarie 1790, în timpul Revoluției Franceze, de Adunarea Constituantă, pentru a înlocui vechiul sistem de provincii cu o structură mai rațională. Departamentele au fost intenționat create pentru a sparge regiunile istorice ale Franței într-o încercare de a șterge diferențele culturale și de a crea o națiune mai omogenă. Astfel, marea majoritate a departamentelor au fost numite după principalul râu al zonei sau după un element geografic. 
Numărul departamentelor a crescut de la 83 câte erau inițial până la 130 în 1810 datorate câștigurilor teritoriale ale Republicii și ale Primului Imperiu, dar numărul lor a fost redus la 86 odată cu înfrângerea lui Napoleon în 1814-1815. Încă trei departamente au fost adăugate prin înglobarea regiunilor Nisa și Savoia în 1860. Numerotarea departamentelor a fost aleasă după ordinea alfabetică a acestor 89 de departamente.
Departamentele din Alsacia-Lorena care au fost cedate Germaniei în 1871 (Haut-Rhin, Bas-Rhin și Moselle) au fost returnate Franței după Primul război mondial în 1919. Când Alsacia a fost cedată în 1871, o mică porțiune din departamentul Haut-Rhin a fost detașată și a rămas franceză. Acest teritoriu, numit Territoire de Belfort, nu a fost reintegrat în departamentul Haut-Rhin în 1919 ci a fost ridicat la rangul de departament cu drepturi depline în 1922, devenind cel de-al 90-lea departament al Franței.
Reorganizarea Regiunii Pariziene în 1968 și divizarea Corsicii în 1975 a crescut numărul departamentelor la o sută, inclusiv cele patru departamente de peste mări (départements d'outre-mer DOM): Guyana (Guyana Franceză) în America de Sud, Guadelupa și Martinica în Caraibe și Réunion în Oceanul Indian. În anul 2011, în urma unui referendum, Mayotte a devenit un departament de peste mări in Oceanul Indian, și totodată departamentul cu numărul o sută unu.

## Foste departamente

### Pe teritoriul actual al Franței
| Departament              | Prefectură   | Perioada de existență | Note |
| ------------------------ | ------------ | --------------------- | --- |
| Rhône-et-Loire           | Lyon         | 1790–1793             | Divizat în departamentele Rhône și Loire pe 12 august 1793. |
| Corse                    | Bastia       | 1790–1793             | Divizat în departamentele Golo și Liamone. |
| Golo                     | Bastia       | 1793–1811             | Unit cu Liamone pentru a forma departamentul Corse. |
| Liamone                  | Ajaccio      | 1793–1811             | Unit cu Golo pentru a forma departamentul Corse. |
| Mont-Blanc               | Chambéry     | 1792–1815             | A revenit Ducatului Savoia, un teritoriu al Regatului Sardiniei odată cu înfrâncerea lui Napoleon. Corespundea aproximativ actualelor departamente Savoie și Haute-Savoie.           |
| Léman                    | Geneva       | 1798–1814             | Format odată cu anexarea Republicii Geneva de către Primul Imperiu Francez. Corespunde teritoriului actualului canton Geneva și a unei părți din departamentele Ain și Haute-Savoie. |
| Meurthe                  | Nancy        | 1790–1871             | A încetat să existe odată cu anexarea de Imperiul German a Alsaciei și Lorenei. Departamentul Meurthe-et-Moselle a fost înființat din teritoriile neanexate din Lorena.              |
| Seine                    | Paris        | 1790–1967             | Pe data de 1 ianuarie 1968, departamentul Seine a fost divizat în patru noi departamente: Paris, Hauts-de-Seine, Seine-Saint-Denis și Val-de-Marne.                                  |
| Seine-et-Oise            | Versailles   | 1790–1967             | Pe data de 1 ianuarie 1968, departamentul Seine-et-Oise a fost divizat în trei noi departamente: Yvelines, Val-d'Oise și Essonne.                                                    |
| Corse                    | Ajaccio      | 1811–1975             | Pe data de 15 septembrie 1975, Corse a fost divizată în departamentele Corse-du-Sud și Haute-Corse.                                                                                  |
| Saint-Pierre-et-Miquelon | Saint-Pierre | 1976–1985             | Saint-Pierre-et-Miquelon a fost un departament de peste mări din 1976 până când a fost transformat într-o Colectivitate de peste mări pe data de 11 iunie 1985.                      |

#### Schimbări de nume
Câteva departamente au fost redenumite, în cele mai multe cazuri pentru a elimina termenii "Bas" (de Jos) sau "Inférieur" (Inferior):
| Nume vechi          | Nume modern             | Data schimbării |
| ------------------- | ----------------------- | --------------- |
| Mayenne-et-Loire    | Maine-et-Loire          | 1791            |
| Bec-d'Ambès         | Gironde                 | 1795            |
| Charente-Inférieure | Charente-Maritime       | 1941            |
| Seine-Inférieure    | Seine-Maritime          | 1955            |
| Loire-Inférieure    | Loire-Atlantique        | 1957            |
| Basses-Pyrénées     | Pyrénées-Atlantiques    | 1969            |
| Basses-Alpes        | Alpes-de-Haute-Provence | 1970            |
| Côtes-du-Nord       | Côtes-d'Armor           | 1990            |

### Algeria franceză

Stema Algeriei franceze

#### Înainte de 1957
| №  | Departament | Prefectură  | Perioadă de existență |
| -- | ----------- | ----------- | --------------------- |
| 91 | Alger       | Alger       | (1848–1957)           |
| 92 | Oran        | Oran        | (1848–1957)           |
| 93 | Constantine | Constantine | (1848–1957)           |
| –  | Bône        | Annaba      | (1955–1957)           |

#### 1957–1962
| №  | Departament  | Prefectură       | Perioadă de existență |
| -- | ------------ | ---------------- | --------------------- |
| 8A | Oasis        | Ouargla          | (1957–1962)           |
| 8B | Saoura       | Bechar           | (1957–1962)           |
| 9A | Alger        | Alger            | (1957–1962)           |
| 9B | Batna        | Batna            | (1957–1962)           |
| 9C | Bône         | Annaba           | (1955–1962)           |
| 9D | Constantine  | Constantine      | (1957–1962)           |
| 9E | Médéa        | Medea            | (1957–1962)           |
| 9F | Mostaganem   | Mostaganem       | (1957–1962)           |
| 9G | Oran         | Oran             | (1957–1962)           |
| 9H | Orléansville | Chlef            | (1957–1962)           |
| 9J | Sétif        | Setif            | (1957–1962)           |
| 9K | Tiaret       | Tiaret           | (1957–1962)           |
| 9L | Tizi-Ouzou   | Tizi Ouzou       | (1957–1962)           |
| 9M | Tlemcen      | Tlemcen          | (1957–1962)           |
| 9N | Aumale       | Sour el Ghozlane | (1958–1959)           |
| 9P | Bougie       | Bejaia           | (1958–1962)           |
| 9R | Saïda        | Saida            | (1958–1962)           |

### În foste colonii franceze
| Departament              | Localizare actuală                                  | Perioadă de existență |
| ------------------------ | --------------------------------------------------- | --------------------- |
| Département du Sud       | Hispaniola (Republica Dominicană și Haiti)          | 1795–1800             |
| Département de l'Inganne | Hispaniola (Republica Dominicană și Haiti)          | 1795–1800             |
| Département du Nord      | Hispaniola (Republica Dominicană și Haiti)          | 1795–1800             |
| Département de l'Ouest   | Hispaniola (Republica Dominicană și Haiti)          | 1795–1800             |
| Département de Samana    | Hispaniola (Republica Dominicană și Haiti)          | 1795–1800             |
| Sainte-Lucie             | Sfânta Lucia, Tobago                                | 1795–1800             |
| Île de France            | Mauritius, Seychelles                               | 1795–1800             |
| Indes-Orientales         | Pondichery, Karikal, Yanaon, Mahe and Chandernagore | 1795–1800             |

### Perioada Napoleoniană
În numeroase teritorii cucerite de Franța în perioada Revoluției franceze și a Primului Imperiu care nu fac actualmente parte din Franța:
| Departament                  | Prefectură (nume francez) | Prefectură (nume actual) | Localizare actuală                                      | Localizare contemporană | Perioadă de existență |
| ---------------------------- | ------------------------- | ------------------------ | ------------------------------------------------------- | --- | --------------------- |
| Mont-Terrible                | Porrentruy                | Porrentruy               | Elveția                                                 | Sfântul Imperiu Roman: - Episcopatul Basel | 1793–1800             |
| Corcyre                      | Corfou                    | Corfu                    | Grecia                                                  | Republica Veneția | 1797–1799             |
| Ithaque                      | Argostoli                 | Argostoli                | Grecia                                                  | Republica Veneția | 1797–1798             |
| Mer-Égée                     | Zante                     | (Zakynthos)              | Grecia                                                  | Republica Veneția | 1797–1798             |
| Dyle                         | Bruxelles                 | Bruxelles/Brussel        | Belgia                                                  | Țările de Jos de sud: - Ducatul Brabant - Comitatul Hainaut | 1795–1814             |
| Escaut                       | Gand                      | Gent                     | Belgia · Țările de Jos                                  | Țările de Jos de sud: - Comitatul Flandra Provinciile Unite: - Statele Unite ale Flandrei Zeelandice | 1795–1814             |
| Forêts                       | Luxembourg                | Luxembourg               | Luxemburg · Belgia · Germania                           | Țările de Jos de sud: - Ducatul Bouillon - Ducatul Luxemburg | 1795–1814             |
| Jemmapes                     | Mons                      | Mons                     | Belgia                                                  | Țările de Jos de sud: - Comitatul Hainaut - Tournai - Comitatul Namur Sfântul Imperiu Roman: - Episcopatul Liège | 1795–1814             |
| Lys                          | Bruges                    | Brugge                   | Belgia                                                  | Țările de Jos de sud: - Comitatul Flandra | 1795–1814             |
| Meuse-Inférieure             | Maëstricht                | Maastricht               | Belgia · Țările de Jos                                  | Țările de Jos de sud: - Geldern Austriac - Ducatul Limburg Provinciile Unite: - Geldern al Statelor - Limburg al Statelor Sfântul Imperiu Roman: - Episcopatul Liège: - Comitatul Horne - Comitatul Loon - Abația Imperială Thorn Maastricht | 1795–1814             |
| Deux-Nèthes                  | Anvers                    | Antwerpen                | Belgia                                                  | Țările de Jos de sud: - Ducatul Brabant Provinciile Unite: - Brabantul Statelor (după 1810) | 1795–1814             |
| Ourthe                       | Liège                     | Liège                    | Belgia · Germania                                       | Țările de Jos de sud: - Ducatul Brabant - Ducatul Limburg - Ducatul Luxemburg - Comitatul Namur Sfântul Imperiu Roman: - Episcopatul Liège - Abația Imperială Abația Stavelot-Malmedy                                                        | 1795–1814             |
| Sambre-et-Meuse              | Namur                     | Namur                    | Belgia                                                  | Țările de Jos de sud: - Ducatul Brabant - Ducatul Luxemburg Sfântul Imperiu Roman: - Episcopatul Liège | 1795–1814             |
| Mont-Tonnerre                | Mayence                   | Mainz                    | Germania                                                | Sfântul Imperiu Roman: - Arhiepiscopatul Mainz - Palatinatul Elector - Episcopatul Speyer | 1801–1814             |
| Rhin-et-Moselle              | Coblence                  | Koblenz                  | Germania                                                | Sfântul Imperiu Roman: - Arhiepiscopatul de Köln - Palatinatul Elector - Arhiepiscopatul de Trier | 1801–1814             |
| Roer                         | Aix-la-Chapelle           | Aachen                   | Germania Țările de Jos                                  | Sfântul Imperiu Roman: - Orașul Liber Imperial Aachen - Arhiepiscopatul de Köln - Palatinatul Elector - Marele Ducat Berg - Ducatul Jülich - Regatul Prusiei: - Geldern Prusac - Orașul Liber Imperial Wesel (după 1805)                     | 1801–1814             |
| Sarre                        | Trèves                    | Trier                    | Belgia · Germania                                       | Sfântul Imperiu Roman: - Palatinatul Elector - Comitatul Veldenz - Ducatul Zweibrücken - Arhiepiscopatul de Trier | 1801–1814             |
| Doire                        | Ivrée                     | Ivrea                    | Italia                                                  | Regatul Piemont-Sardinia - Ducatul Savoia | 1802–1814             |
| Marengo                      | Alexandrie                | Alessandria              | Italia                                                  | Regatul Piemont-Sardinia - Ducatul Savoia | 1802–1814             |
| Pô                           | Turin                     | Torino                   | Italia                                                  | Regatul Piemont-Sardinia - Ducatul Savoia | 1802–1814             |
| Sésia                        | Verceil                   | Vercelli                 | Italia                                                  | Regatul Piemont-Sardinia - Ducatul Savoia | 1802–1814             |
| Stura                        | Coni                      | Cuneo                    | Italia                                                  | Regatul Piemont-Sardinia - Ducatul Savoia | 1802–1814             |
| Tanaro                       | Asti                      | Asti                     | Italia                                                  | Regatul Piemont-Sardinia - Ducatul Savoia | 1802–1805             |
| Apennins                     | Chiavari                  | Chiavari                 | Italia                                                  | Republica Genova | 1805–1814             |
| Gênes                        | Gênes                     | Genova                   | Italia                                                  | Republica Genova | 1805–1814             |
| Montenotte                   | Savone                    | Savona                   | Italia                                                  | Republica Genova | 1805–1814             |
| Arno                         | Florence                  | Firenze                  | Italia                                                  | Marele Ducat al Toscanei8 | 1808–1814             |
| Méditerranée                 | Livourne                  | Livorno                  | Italia                                                  | Marele Ducat al Toscanei8 | 1808–1814             |
| Ombrone                      | Sienne                    | Siena                    | Italia                                                  | Marele Ducat al Toscanei8 | 1808–1814             |
| Taro                         | Parme                     | Parma                    | Italia                                                  | Sfântul Imperiu Roman: - Ducatul de Parma și Piacenza | 1808–1814             |
| Rome                         | Rome                      | Roma                     | Italia                                                  | Statele Papale | 1809–1814             |
| Trasimène                    | Spolète                   | Spoleto                  | Italia                                                  | Statele Papale | 1809–1814             |
| Bouches-du-Rhin              | Bois-le-Duc               | 's-Hertogenbosch         | Țările de Jos                                           | Provinciile Unite: - Brabantul Statelor - Ducatul Geldern | 1810–1814             |
| Bouches-de-l'Escaut          | Middelbourg               | Middelburg               | Țările de Jos                                           | Provinciile Unite: - Comitatul Zeelanda | 1810–1814             |
| Simplon                      | Sion                      | Sion                     | Elveția                                                 | République des Sept Dizains | 1810–1814             |
| Bouches-de-la-Meuse          | La Haye                   | Den Haag                 | Țările de Jos                                           | Provinciile Unite: - Comitatul Olanda | 1811–1814             |
| Bouches-de-l'Yssel           | Zwolle                    | Zwolle                   | Țările de Jos                                           | Provinciile Unite: - Senioria Overijssel | 1811–1814             |
| Ems-Occidental               | Groningue                 | Groningen                | Țările de Jos Germania                                  | Provinciile Unite: | 1811–1814             |
| Ems-Oriental                 | Aurich                    | Aurich                   | Germania                                                | Sfântul Imperiu Roman: - Regatul Prusiei: - Frislanda de Est | 1811–1814             |
| Frise                        | Leuwarden                 | Leeuwarden               | Țările de Jos                                           | Provinciile Unite: - Frislanda | 1811–1814             |
| Yssel-Supérieur              | Arnhem                    | Arnhem                   | Țările de Jos                                           | Provinciile Unite: - Ducatul Geldern | 1811–1814             |
| Zuyderzée                    | Amsterdam                 | Amsterdam                | Țările de Jos                                           | Provinciile Unite: - Comitatul Olanda - Senioria Utrecht | 1811–1814             |
| Bouches-de-l'Elbe            | Hambourg                  | Hamburg                  | Germania                                                | Sfântul Imperiu Roman: - Orașul Liber Hanseatic Hamburg - Electoratul Hanovra - Ducatul Holstein - Orașul Liber Hanseatic Lübeck | 1811–1814             |
| Bouches-du-Weser             | Brême                     | Bremen                   | Germania                                                | Sfântul Imperiu Roman: - Orașul Liber Hanseatic Bremen - Electoratul Hanovra - Ducatul Oldenburg | 1811–1814             |
| Ems-Supérieur                | Osnabrück                 | Osnabrück                | Germania                                                | Sfântul Imperiu Roman: - Electorate of Hanover - Electoratul Hanovra - Regatul Prusiei: - Orașul și comitatul Lingen - Principatul Minden - Comitatul Ravensberg                                                                             | 1811–1814             |
| Lippe                        | Munster                   | Münster                  | Germania                                                | Sfântul Imperiu Roman: - Episcopatul Münster - Palatinatul Elector - Marele Ducat Berg | 1811–1814             |
| Bouches-de-l'Èbre            | Lérida                    | Lleida                   | Spania                                                  | Regatul Spaniei: - Catalonia | 1812–1813             |
| Montserrat                   | Barcelone                 | Barcelona                | Spania                                                  | Regatul Spaniei: - Catalonia | 1812–1813             |
| Sègre                        | Puigcerda                 | Puigcerdà                | Spania                                                  | Regatul Spaniei: - Catalonia | 1812–1813             |
| Ter                          | Gérone                    | Girona                   | Spania                                                  | Regatul Spaniei: - Catalonia | 1812–1813             |
| Bouches-de-l'Èbre–Montserrat | Barcelone                 | Barcelona                | Anterior departamentele Bouches-de-l'Èbre și Montserrat | Anterior departamentele Bouches-de-l'Èbre și Montserrat | 1813–1814             |
| Sègre–Ter                    | Gérone                    | Girona                   | Anterior departamentele Sègre și Ter                    | Anterior departamentele Sègre și Ter | 1813–1814             |